# Ducado de Pless

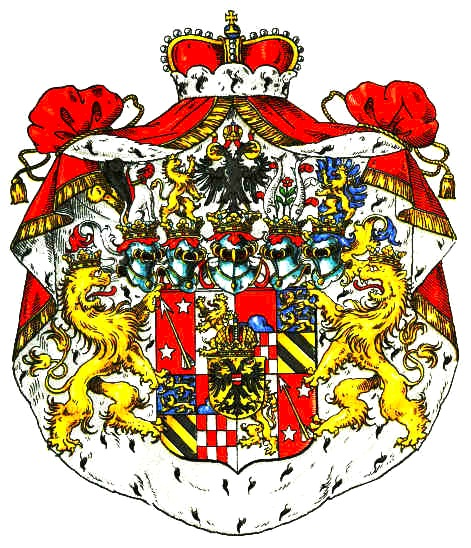
Escudo de armas del Príncipe de Pless, Conde de Hochberg, Barón de Fürstenstein.

El Ducado de Pless (o Ducado de Pszczyna; en alemán: Herzogtum Pleß; en polaco: Księstwo Pszczyńskie) fue un ducado de Silesia, con su capital en Pless (actual Pszczyna, Polonia).

## Historia
Después de la fragmentación del reino de Polonia con el testamento de Boleslao III, el Bocatorcida, en 1138 los territorios en torno a la castellanía de Pszczyna pertenecieron a la Provincia Señorial de la Polonia Menor (Małopolska), hasta que en 1177 el Duque Casimiro II el Justo la concedió al duque silesio Miecislao I, el Piernas Torcidas. Miecislao añadió Pszczyna a su ducado de Racibórz. La rama de Racibórz de los Piastas de Silesia quedó extinta con la muerte del Duque Leszek en 1336.
Antes de su muerte, Leszek, junto con varios otros duques de Silesia, había aceptado el vasallaje del rey Juan de Bohemia en 1327, poniendo su ducado bajo la Corona de Bohemia, reconocido por el rey Casimiro III el Grande de Polonia en el Tratado de Trentschin de 1335. En 1336, el rey Juan dio el ducado de Racibórz con Pszczyna al duque Premislida Nicolás II de Opava, quien había contraído matrimonio con la hermana del último duque Leszek, Ana de Racibórz, y que gobernó ambos ducados en unión personal. En 1407 el nieto de Nicolás, el Duque Juan II de Opava y Racibórz, cedió los territorios de Pszczyna, Bieruń, Mysłowice y Mikołów como dote para su esposa Helena, una sobrina del rey polaco Jogaila. Después de adquirir varias poblaciones al sur de Żory en 1412, Helena, a la muerte de su marido en 1424 gobernó como Duquesa de Pless, siendo sucedida en 1452 por su nuera Bárbara Rockenberg, esposa del hijo de Helena, el Duque Nicolás V de Ratibor-Jägerndorf, y el ducado fue degradado como territorio estatal dentro de las Tierras de la Corona de Bohemia. 
A partir de 1462, Pless estuvo en manos de los hijos del rey bohemio Jorge de Podiebrad, hasta que el Duque Víctor de Münsterberg lo vendió en 1480 a su yerno, el duque silesio Casimiro II de Cieszyn. En 1517 fue adquirido por los magnates húngaros de la familia Thurzó. En el documento acompañando a la venta emitido en lengua checa el 21 de febrero de 1517, aparte de un castillo y la ciudad de Pless se mencionan tres ciudades (Bieruń, Mysłowice, Mikołów) y 50 poblaciones como parte del ducado de Pless: Jankowice, Woszczyce, Międzyrzecze, Bojszowy, Brzozówka v Wieze Wola, Miedźna, Grzawa, Rudołtowice, Goczałkowice, Łąka, Wisła Wielka, Pawłowice, Zgoń, Brzeźce, Poręba, Stara Wieś, Czarków, Radostowice, Piasek, Studzionka, Szeroka, Krzyżowice, Warszowice, Kryry, Suszec, Kobiór, Wyry, Łaziska Dolne, Łaziska Górne, Smiłowice, Ligota, Stara Kuźnica, Zarzecze, Podlesie, Piotrowice, Tychy, Wilkowyje, Paprocany, Cielmice, Lędziny, Brzęczkowice, Brzezinka, Zabrzeg, Porąbka, Studzienice, Roździeń, Bogucice, Jaźwce, Dziećkowice. Thurzó de nuevo lo revendió (con la aprobación del emperador Fernando I, rey de Bohemia) en 1548 al Príncipe-Obispo de Breslavia, Baltasar von Promnitz. La familia Promnitz sostuvo el ducado como territorio libre hasta 1765.

### Principado de Pless

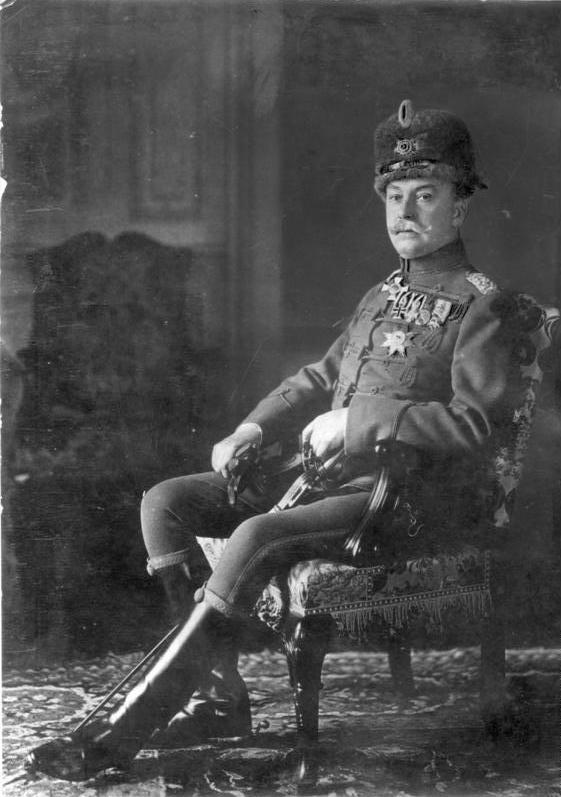
Hans Heinrich XV (1916).

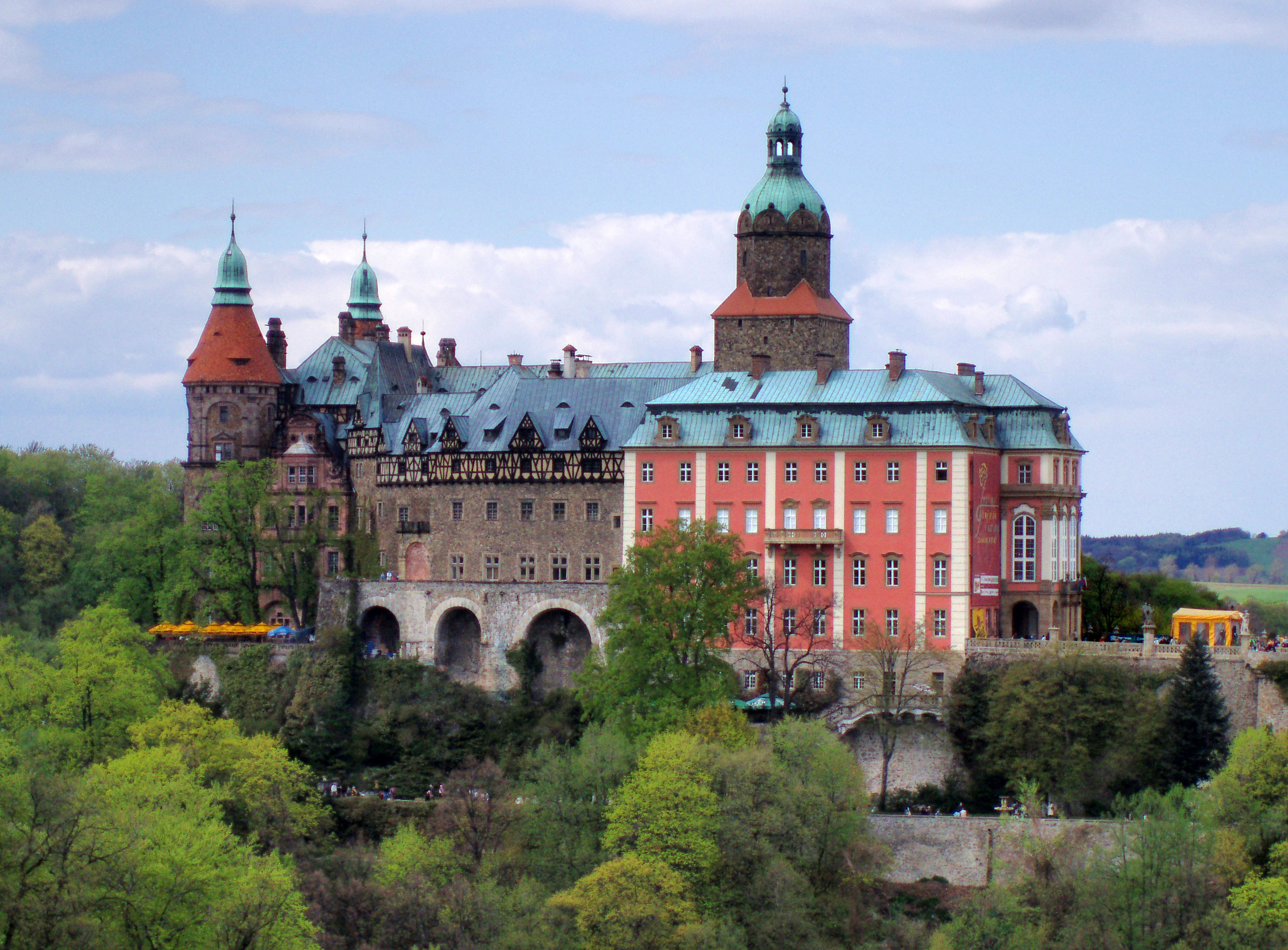
Castillo de Książ (Fürstenstein), desde 1509 propiedad de los condes de Hochberg.

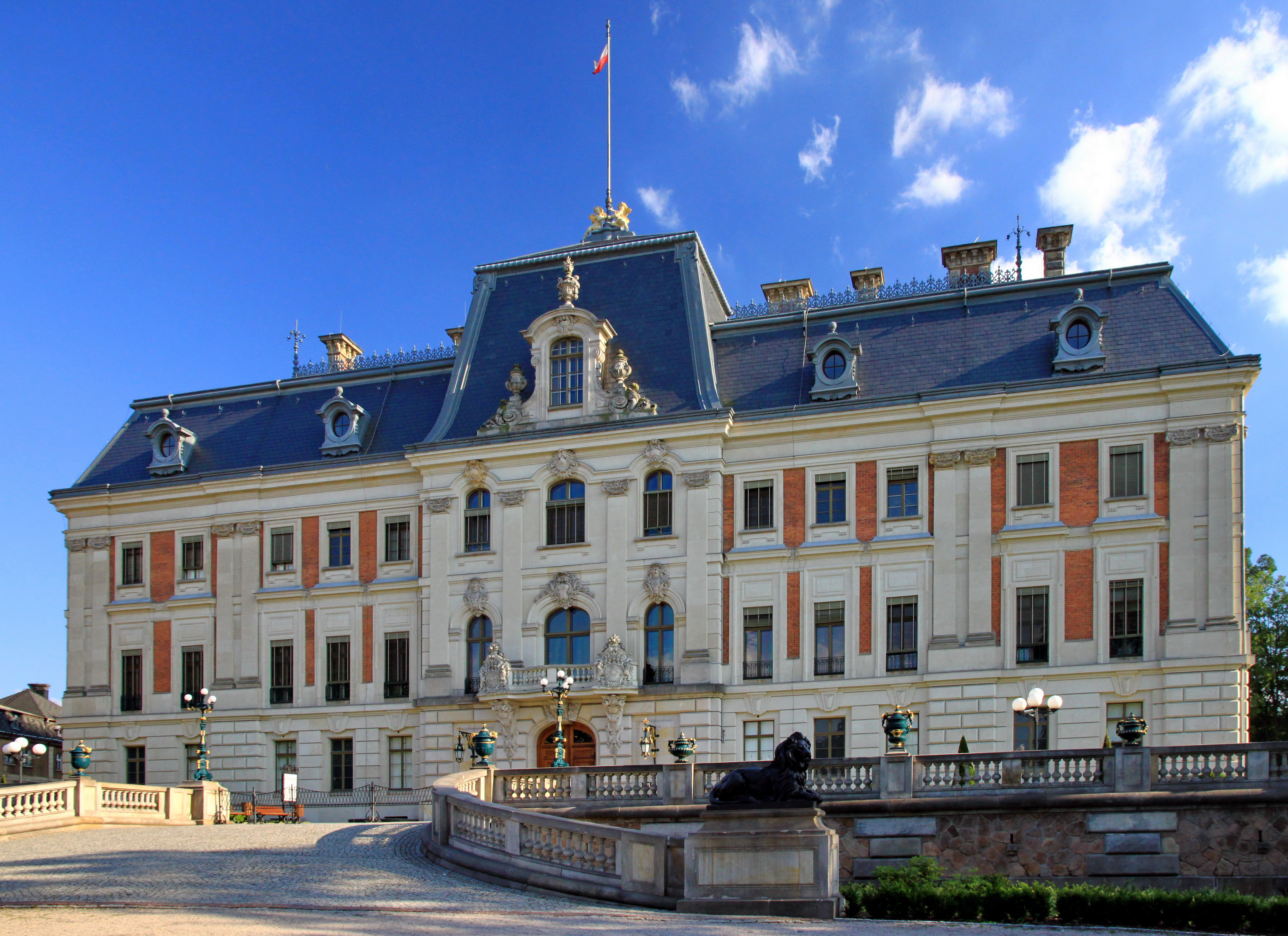
Palacio de Pszczyna (Pless).

En la Guerra de sucesión austríaca la mayor parte de Silesia fue conquistada por el reino de Prusia; pero los duques (y después príncipes) de Pless permanecieron como gobernantes del territorio. Desde 1724 Pless pasó a ser un territorio estatal dentro de Brandeburgo-Prusia. 
Los Duques de Anhalt-Cöthen-Pless lo heredaron en 1765 (descendientes de los primeros duques por línea femenina), el último de los cuales murió en 1847, siendo heredado por su sobrino el Conde Hans Heinrich X de Hochberg, y primer presidente de la Cámara Alta de Prusia. Los Hochberg, de Fürstenstein cerca de Waldenburg (en la Baja Silesia), eran padre, hijo y nieto: Hans Heinrich X, XI, y XV; se encontraban entre las familias más ricas del Sacro Imperio Romano Germánico, en parte debido a las minas de Pless.
Los titulares de los territorios estatales (Standesherren) no tenían derechos soberanos sobre sus posesiones, pero disfrutaban de privilegios para supervisar asuntos religiosos, obras de caridad, educación escolar y baja jurisdicción. En 1840 el Estado prusiano despojó a todos los Standesherren de sus competencias jurídicas y sometieron el resto de los privilegios a la supervisión estatal. El territorio constituía desde 1807 una propiedad alienable alodial, y así su influencia sobre sus súbditos inquilinos era muy grande; por ejemplo, cuando el duque de Ratibor, quien había representado la circunscripción de los distritos de Pless y Rybnik en el parlamento de la Confederación Alemana del Norte, concurrió en la primera elección al Reichstag del Imperio alemán en 1871, el Príncipe Hans Heinrich XI de Pless lo apoyó y pudo inscribir policías y funcionarios del Estado prusiano como trabajadores electorales; también amenazó el bienestar económico de quienes se opusieran a su candidato. Pero el poder del príncipe no era absoluto; el candidato de la oposición, el "ya semicanonizado" padre Eduard Müller, un sacerdote nacido en Quilitz, cerca de Glogau, quien era activo como misionero católico en la Berlín protestante, ganó de todos modos. Esta sorpresa electoral fue uno de los primeros éxitos del Partido Católico del Centro que Müller había cofundado; retuvo su escaño hasta 1903, cuando fue reemplazada gran parte de la delegación del Partido del Centro del Alta Silesia, aunque por mayorías muy estrechas, por los Demócratas Nacionales polacos.
Los Príncipes de Pless se consideraban como señores benevolentes. Hans Heinrich XI introdujo un sistema de pensiones en 1879, antes de la legislación social de Bismarck, así como viviendas de empresa y otras medidas sociales. Pero el descontento obrero bajo el gobierno de su hijo alcanzó un punto de pública petición al Reichstag Imperial.
Alejandro II de Rusia regaló a los Hochberg una manada de bisontes entre 1864 y 1865; no obstante, la manada se dividió y quedó reducida a tres ejemplares por la caza furtiva durante la Revolución alemana en los estertores de la Primera Guerra Mundial.
Los Hochberg eran Príncipes de Pless en la nobleza prusiana; sin embargo, en 1905, Hans Heinrich XI fue creado Duque de Pless, solo por su tiempo en vida —en parte porque había sido un Príncipe durante cincuenta años—; en Alemania, los duques tenían un rango superior a los príncipes (Fürsten).
Hans Heinrich XV sucedió en 1907; había contraído matrimonio con Mary Theresa Cornwallis-West, conocida por princesa Daisy de Pless. Él era uno de los ayudantes del Káiser durante la Primera Guerra Mundial; varias conferencias importantes de planificación durante la guerra se celebraron en el propio Pless; y cuando las potencias centrales decidieron crear un Reino de Polonia como protectorado germano-austríaco, Hans Heinrich (y, según su esposa, sus dos hijos) se hallaron entre los muchos para ser considerados para el trono vacante (aunque declinaron la oferta), en parte por su ascendencia polaca.
El gobierno prusiano intentó germanizar y asimilar a los polacos étnicos en sus territorios conquistados, culminando en la Ley Polaca de Expropiación de 1908, a la que Hans Heinrich XV se opuso. Los mayores esfuerzos contra la germanización fueron realizados por el periódico regional denominado "Tygodnik Polski Poświęcony Włościanom" ("Semanario polaco para Propietarios"), que fue el primer periódico imprimido en lengua polaca en la Alta Silesia. La ciudad de Pless era un 94,3% polaca en 1829; el distrito entero permaneció en un 86% polaco para 1867. Después de 1918, con el fin de la monarquía prusiana, los privilegios de los territorios estatales fueron abolidos. Los títulos nobiliarios fueron abolidos en Alemania en 1919 por la constitución de Weimar, pero transformados como parte de los apellidos; así hasta 1919 el apellido era "de Hochberg" y "de Pless" con el título de conde y príncipe, respectivamente; tras lo cual el apellido pasó a ser Graf von Hochberg y Fürst von Pleß, solo convenientemente, pero legalmente incorrecto, todavía es traducido como Conde de Hochberg, o Príncipe de Pless al inglés.
En el plebiscito del 20 de marzo de 1921 de acuerdo con el Tratado de Versalles, aproximadamente el 75% de los votantes del territorio de Pless votó por unirse a Polonia; y el principado fue concedido a Polonia después del Tercer Levantamiento Silesio. Los votantes de la ciudad de Pless (en polaco: Pszczyna), sin embargo, votaron por permanecer dentro de Alemania, con un 67% mayoritario. El territorio de Pless pasó, por lo tanto, a formar parte de la Segunda República Polaca en 1922. 
La familia Hochberg tuvo en posesión el Castillo de Książ (Fürstenstein) hasta 1944. El castillo y sus tierras fueron confiscados por el gobierno Nazi porque el Príncipe de Pless, Hans Heinrich XVII, se había trasladado a Inglaterra en 1932 y naturalizado ciudadano británico, y su hermano, el Conde Alexander de Hochberg, dueño del Castillo de Pszczyna y ciudadano polaco, se había unido al Ejército polaco. El castillo de Fürstenstein fue parte del Proyecto Riese hasta 1945, cuando fue ocupado por el Ejército Rojo. Todos los artefactos fueron vendidos o destruidos.